# Erwin Thijs
Erwin Thijs (* 6. August 1970 in Tongern) ist ein ehemaliger belgischer Radrennfahrer.
Erwin Thijs startete 1992 bei den Olympischen Spielen in Barcelona im Straßenrennen, das er aber nicht beendete. 1993 wurde er im Radsportteam Collstrop Radprofi. Er gewann in seinem ersten Jahr gleich die Hel van Het Mergelland und das Gesamtklassement des Circuit Franco-Belge. Nach zwei Jahren wechselte er zu Vlaanderen 2002, von wo aus er 2001 zu Lotto ging. Nach einem Jahr wechselte er zu Palmans-Collstrop. 2003 und 2006 siegte er im Eintagesrennen Flèche Hesbignonne-Cras Avernas. 2004 war er im Grote Prijs Beeckman-De Caluwé erfolgreich. 2005 gewann er eine Etappe der Ster Elektrotoer. Im Frühjahr 2006 siegte er beim dänischen GP Aarhus. Außerdem gewann er die sechste Etappe der Friedensfahrt, die an der berühmten Steilen Wand von Meerane endete. Nach der Saison 2007 beendete er seine Karriere.

## Palmarès
1992
- Circuit Franco-Belge

1993
- Hel van Het Mergelland

1998
- Flèche Ardennaise

2000
- eine Etappe Dekra Cup

2006
- GP Aarhus
- eine Etappe Friedensfahrt

## Teams
- 1993 Collstrop-Assur Carpets
- 1994 Collstrop-Willy Naessens
- 1995–1998 Vlaanderen 2002-Eddy Merckx
- 1999 Team Cologne
- 2000 Vlaanderen 2002-Eddy Merckx
- 2001 Lotto-Adecco
- 2002–2003 Palmans-Collstrop
- 2004 MrBookmaker.com-Palmans
- 2005 MrBookmaker.com-SportsTech
- 2006–2007 Unibet.com